# Hephaestion fuscescens
Hephaestion fuscescens är en skalbaggsart som beskrevs av Philippi F. och Philippi R. 1864. Hephaestion fuscescens ingår i släktet Hephaestion och familjen långhorningar. Inga underarter finns listade i Catalogue of Life.